# Фелікс Піа
Фелі́кс Піа́ (фр. Félix Aimé Pyat; 4 жовтня 1810, В'єрзон — 3 серпня 1889, Сен-Гратьян) — французький громадсько-політичний діяч, адвокат, журналіст, драматург.